# Niedersachsenpreis für Bürgerengagement
Der Niedersachsenpreis für Bürgerengagement ist ein vom Bundesland Niedersachsen in Kooperation mit den VGH Versicherungen und den niedersächsischen Sparkassen ausgelobter Wettbewerb. Ausgezeichnet wird das bürgerschaftliche Engagement sowohl von Einzelpersonen als auch von Gruppen, deren freiwilliges und ehrenamtliches Engagement der Gemeinschaft dient. Dies umfasst die Bereiche Kultur, Sport, Kirche/religiöse Gemeinschaften, Umwelt oder Soziales.
In den genannten Bereichen werden zehn Preise im Gesamtwert von 30.000 Euro sowie zusätzlich ein jährlich wechselnder, mit 3.000 Euro dotierter Sonderpreis verliehen.
Seit 2004 können Initiativen vorgeschlagen werden. Die Preisverleihung findet in der Regel in der niedersächsischen Landeshauptstadt Hannover statt.

## Preisträger (unvollständig)
- 2011:
  - Haus der Begegnung Syke
- 2013: 
  - WOK – World of Kitchen: Küchenmuseum e. V. Hannover
- 2014:
  - Feuerbären Othfresen[5]
  - Bronzezeithof Uelsen
  - NDR 1 Niedersachsen Hörerpreis: Das Anderland aus Osterholz-Scharmbeck[6]